# Джони Мнемоник (филм)
 Тази статия е за филмът.  За разказът със същото име вижте Джони Мнемоник.  
„Джони Мнемоник“ (на английски: Johnny Mnemonic) е канадски киберпънк филм от 1995 г.
Базиран е на разказа със същото име от Уилям Гибсън. В главната роля участва Киану Рийвс, който играе мъж с кибернетични мозъчни имплантанти, в които се съхранява информация.
Сюжета на филмът описва стандартните дистопични възгледи на Гибсън за бъдеще управлявано от големи корпорации и силно източноазиатско влияние.
Във филма участва и Такеши Китано, чиято роля е значително разширена във версията на филма за японския пазар.

## Актьорски състав
| Актьор         | Роля                                                                                |
| -------------- | ----------------------------------------------------------------------------------- |
| Киану Рийвс    | Джони Мнемоник – мъж с кибернетични мозъчни имплантанти                             |
| Удо Киер       | Ралфи – агентът на Мнемоник, който търси клиенти за него                            |
| Дина Майър     | Джейн – наета телохранител                                                          |
| Айс Ти         | Джей Боун – лидер на банда, участващ в хакване на мрежи и кражба на информация      |
| Денис Акияма   | Шинджи – лидер на отряд якудза                                                      |
| Такеши Китано  | Такахаши – ръководител на корпорация „Фармаком“                                     |
| Долф Лундгрен  | Карл Хонинг с прякор „Уличен проповедник“ – луд наемен убиец, получовек, полукиборг |
| Хенри Ролинс   | Спайдър – доктор                                                                    |
| Барбара Зукова | Анна Калман – майка на Джони                                                        |